# Димитрие Османли
Димитрие Рули Османли (на македонска литературна норма: Димитрие Рули Османли) е първият филмов и театрален режисьор от Социалистическа република Македония.

## Биография
Родена е на 29 май 1927 година в Битоля, тогава в Кралството на сърби, хървати и словенци. В 1952 година завършва режисура в Театралната академия в Белград и от 1953 до 1954 година работи като художествен ръководител и режисьор в Народния театър в Битоля. В 1960 - 1962 година специализира в Париж. Мести се в Скопие и от 1965 до 1969 година ръководи художествената реализация и е режисьор в Радио-телевизия Скопие. От 1969 до 1972 година е редактор на забавната програма и режисьор в Радио-телевизия Скопие. От 1970 до 1987 година преподава във Факултета за драматични изкуства на Скопския университет, като в 1979 – 1982 година е негов декан.

## Избрана театрография[1]
| Име                               | Оригинално име                    | Година |
| --------------------------------- | --------------------------------- | ------ |
| „Всички мои синове“               | „Сите мои синови“                 | 1952   |
| „На края на пътя“                 | „На крајот на патот“              | 1955   |
| „Войникът хваладжия“              | „Војникот фалбаџија“              | 1955   |
| „Дневникът на Ане Франк“          | „Дневникот на Ана Франк“          | 1958   |
| „Вейка на вятъра“                 | „Вејка на ветрот“                 | 1958   |
| „Гавран“                          | „Гавран“                          | 1960   |
| „Оливер Туист“                    | „Оливер Твист“                    | 1963   |
| „Фермерки“                        | „Фармерки“                        | 1965   |
| „Хенри Осми и неговите шест жени“ | „Хенри Осми и неговите шест жени“ | 1967   |
| „Сватба“                          | „Свадба“                          | 1972   |
| „Бълха в ухото“                   | „Болва во уво“                    | 1974   |
| „И бол и бяс“                     | „И бол и бес“                     | 1975   |
| „Трамвай „Желание“                | „Трамвај наречен желба“           | 1979   |
| „Бабамбитолски пътардии“          | „Бабамбитолски патрдии“           | 1981   |
| „Пълнена птица“                   | „Полнета птица“                   | 1982   |
| „Бог“                             | „Бог“                             | 1984   |
| „Хаос зад кулиси“                 | „Хаос зад кулиси“                 | 1985   |
| „Сватба“                          | „Свадба“                          | 1986   |
| „Салон Бумс“                      | „Салон Бумс“                      | 1987   |
| „Забуни“                          | „Забуни“                          | 1989   |
| „Народен пратеник“                | „Народен пратеник“                | 1993   |
| „Крояч за дами“                   | „Кројач за дами“                  | 1996   |
| „Двама в един“                    | „Двајца во еден“                  | 1998   |

## Избрана филмография[1]
| Име                 | Оригинално име      | Година |
| ------------------- | ------------------- | ------ |
| „Бунтът на куклите“ | „Бунтот на куклите“ | 1957   |
| „Мирно лято“        | „Мирно лето“        | 1961   |
| „Мементо“           | „Мементо“           | 1967   |
| „Жажда“             | „Жед“               | 1971   |
| „Ангели на боклука“ | „Ангели на отпад“   | 1995   |

## Награди[1]
| Награда | Година |
| --- | ------ |
| Първа награда за режисура на Фестивала за документален филм, за филма „Дванадесетте от Папрадник“, Белград | 1965   |
| Орден за заслуги за народа със сребърна звезда                                                             | 1966   |
| Награда на град Скопие „13 ноември“ за режисура на филма „Мементо“                                         | 1968   |
| Орден на труда със златен венец за филмова и театрална творческа дейност                                   | 1979   |
| Награда „11 октомври“ за цялостно творчество                                                               | 1985   |
| Признание „Едър план“ от Филмовия институт в Белград                                                       | 1987   |
| Голям златен плакет на Филмовия фестивал „Братя Манаки“ за утвърждаване на Фестивала, Битоля               | 1990   |
| Награда за цялостно творчество на Македонския театрален фестивал „Войдан Чернодрински“, Прилеп             | 1999   |